# 陳禎墓
陳禎墓，位在中華民國福建省金門縣金沙鎮埔山村黃龍山，是一座建於明代嘉靖年間的墓園，與陳健墓相鄰。陳禎與陳健為父子經中華民國文化部指定為國定古蹟。

## 簡介

### 坐向與格局
坐南朝北偏西，位在金門縣金沙鎮埔山村黃龍山斜坡丘陵綠地上，居高臨下而視野寬闊。呈「覆掌形」格局。

### 建築及附屬
陳禎墓以石材為主要建材，其中又以花崗岩為主。建築由正身護牆、石造墓亭、石雕供桌、伸手（曲手）石牆等部分構成。前方墓埕上左右有成對石羊、石馬及無字石望柱。

## 外部鏈結
- 陳禎墓 - 文化部文化資產局 （页面存档备份，存于）
- 陳禎墓 - 金門縣文化局 （页面存档备份，存于）
- (金沙, 金門)陳禎墓- 旅遊景點評論- TripAdvisor （页面存档备份，存于）